# Muralhas de Viseu
As Muralhas de Viseu fizeram parte da fortificação da cidade do mesmo nome, localizando-se na freguesia, no município e no Distrito de Viseu, em Portugal.
Trata-se de muralha quatrocentista com planta ovalada de traçado irregular cujo perímetro é detetável pelos vestígios existentes na malha urbana. Dispondo primitivamente de 7 portas, de que subsistem 2, sendo estas definidas por arco quebrado contendo nichos onde repousavam estátuas dos santos tutelares das mesmas.
As Muralhas de Viseu que subsistem estão classificadas como Monumento Nacional desde 1915.

## História

### Antecedentes: a muralha romana
A primitiva ocupação humana do sítio de Viseu remonta a um castro pré-histórico, admitindo-se que nesta região tenha nascido o líder Lusitano Viriato (180 a.C. - 139 a.C.). No ano 137 a.C. foi conquistada pelo cônsul Décimo Júnio Bruto Galaico, vindo o povoado a ganhar expressão quando, à época da Romanização da península, aqui se estabeleceu um entroncamento de estradas romanas, conforme o testemunham os diversos marcos miliários encontrados na região.
De acordo com VAZ (1997), o perímetro da povoação "(...) tinha como limite o seguinte percurso actual: Rua da Regueira (lado norte), hoje Rua de João Mendes, Largo Mouzinho de Albuquerque, Rua do Carvalho, por uma linha direita ao Largo da Misericórdia, Rua do Chão do Mestre, Rua de D. Duarte, Largo de Santa Cristina até à Rua da Regueira (lado sul).".
Nos finais do século III, diante da ameaça de povos invasores, é possível que tenha se reduzido o perímetro da muralha para facilitar a defesa da povoação. Acredita-se sejam, talvez, um troço dessa muralha e um torreão semi-circular que foram descobertos em Março de 2004 na Rua Formosa, quando das obras de requalificação daquela via pedonal. Esses vestígios foram musealizados e estão agora visíveis através de uma placa de vidro assente ao nível do solo. Foram descobertas ainda, associadas à muralha, três sepulturas de crianças, uma moeda e pedaços de cerâmica.
Posteriormente, com o domínio dos Visigodos a partir do século VI, Viseu foi elevada a cidade, tornando-se sede de Diocese, aqui tendo sido cunhado moeda visigótica, no século VII.
Com o domínio Muçulmano do Al-Andalus, a partir do início do século seguinte, a cidade foi conhecida como Castro Vesense (vesi = visigodo), mantendo-se fortificada.

### O "castelo" medieval
À época da Reconquista cristã da península, a cidade foi conquistada ainda em meados do século VIII pelas forças de Afonso I das Astúrias, que a deixou abandonada, visando evitar que a mesma pudesse vir a servir de apoio a novas investidas muçulmanas.
Reocupada, nos séculos seguintes a sua posse oscilaria entre muçulmanos e cristãos, aos sabor dos avanços e recuos da linha da fronteira, até ser definitivamente reconquistada pelas forças de Fernando Magno, rei de Leão e Castela (1057).
Com a formação do Condado Portucalense, Viseu foi, em diversas ocasiões, residência dos condes. Após a morte do marido, D. Teresa concedeu o primeiro foral a Viseu (1123). Um novo foral, aludindo a idêntico diploma passado anteriormente por D. Afonso Henriques (1112-1185), foi passado em 1187 por D. Sancho I (1185-1211) e confirmado por D. Afonso II (1211-1223), em 1217. Neste foral de D. Sancho II faz-se ainda referência à "cidade velha", por oposição a um novo núcleo expandido demográfica e econômicamente.
Sob o reinado de D. Fernando (1367-1383), a Carta Régia de 5 de Janeiro de 1370 inteira-nos que o castelo de Viseu foi entregue aos moradores, compreendendo-se pela expressão "castelo" o conjunto muralhado que envolvia a primitiva Sé e a parte antiga da cidade. Esse entendimento é corroborado quando, poucos anos mais tarde, durante a crise de 1383-1385, a cidade foi saqueada e incendiada pelas tropas de Castela (1385), relatando o cronista:
Então se fizeram prestes aqueles quatrocentos de cavalo e duzentos ginetes de que era capitão aquele Pêro Soares de Quinhones, e com ele soma de homens de pé e alguns besteiros; e entraram em Portugal e encaminharam por essas aldeias roubando e cativando. E chegaram à cidade de Viseu, que eram vinte e duas léguas de Cidade Rodrigo, donde todos haviam partido. Os moradores do lugar, quando os viram vir, porque a cidade não tem outra cerca nem fortaleza, salvo a Sé, colheram-se a ela; e as igrejas muitos deles. (Fernão Lopes. Crónica de D. João I).
A cidade, vítima em quatro ocasiões das guerras fernandinas no último terço do século XIV, foi novamente atacada e incendiada por tropas castelhanas em 1396. À época de D. João I (1385-1433) encontravam-se em progresso trabalhos de ampliação da cerca defensiva, concluídos apenas em 1472 sob o reinado de D. Afonso V (1438-1481), conforme inscrição epigráfica na Porta do Soar, já com a malha urbana expandindo-se extra-muros.
Na sequência da conquista de Ceuta, os domínios de Viseu foram doados em 1415 ao Infante D. Henrique, na ocasião elevados à condição de ducado. Posteriormente, sob o reinado de D. Manuel I (1495-1521), a cidade recebeu o Foral Novo (1513), época em que se iniciou a expansão da malha urbana para o chamado Rossio.

### Do século XVI aos nossos dias
Embora não haja elementos que permitam compreender adequadamente as etapas de destruição das muralhas de Viseu iniciada a partir do século XVI com os trabalhos de ampliação do antigo Paço Episcopal, existiram trabalhos de construção posteriores, como o atestam a inscrição epigráfica na Porta dos Cavaleiros, datada de 1646.
Em meados do século XIX, a Câmara Municipal ordenou a demolição das antigas portas (1844) visando a modernização da cidade. Neste período, foi erguido o edifício da Câmara Municipal, no Rossio, confirmando a transferência do centro da cidade, anteriormente na parte alta.
As muralhas e portas antigas da cidade de Viseu encontram-se classificadas como Monumento Nacional por Decreto publicado em 31 de Dezembro de 1915.

## Características

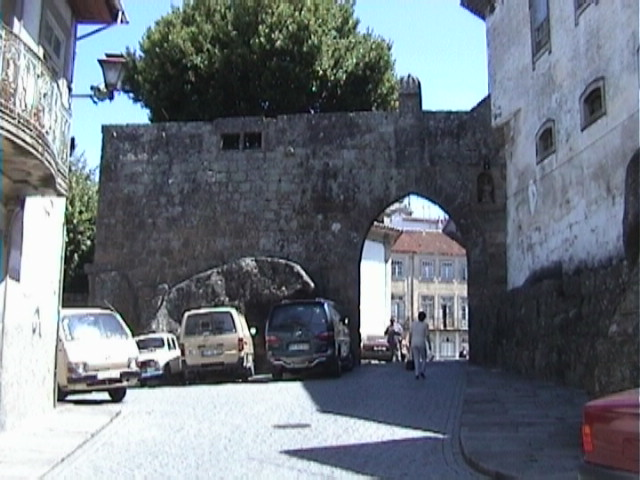
Muralhas de Viseu, Portugal: Porta do Soar.

Embora não se conheça adequadamente a evolução do sistema defensivo de Viseu pela própria dinâmica da evolução da malha urbana da cidade ao longo dos séculos, sob a Dinastia de Avis foi edificada uma cerca de planta poligonal irregular.
A inscrição epigráfica na Porta do Soar (ou Porta de São Francisco), datada de 1472, permite-nos compreender que D. Afonso V foi o responsável pela reformulação da estrutura defensiva da cidade, integrando a cerca erguida sob o seu reinado às duas cercas mais antigas.
Dessa cerca afonsina, onde se rasgavam originalmente sete portas, são testemunhos a Porta dos Cavaleiros e a Porta do Soar, além de escassos troços de muralha que chegaram até nós. Nenhuma das torres originais sobreviveu.
A Porta do Soar em arco ogival, com um pequeno troço de muralha adossado, assinala o eixo principal de circulação da antiga cidade. No interior da porta, inscreve-se um pequeno nicho que ainda conserva a imagem de São Francisco, santo tutelar da porta, conforme prática usual nas principais entradas das fortalezas tardo-medievais.

## A lenda de D. Ramiro
O brasão de armas da cidade de Viseu evoca uma antiga lenda segundo a qual aqui teria vivido D. Ramiro II, um rei cristão que, em viagem por outras terras, conheceu a moura Sara, irmã de Alboazar, emir do Castelo de Gaia. Completamente apaixonado pela beleza da moura, raptou-a para si. Ao ser informado do rapto de sua irmã, Alboazar por sua vez raptou a esposa de D. Ramiro, D. Urraca.
Ferido em seus brios, D. Ramiro recrutou em Viseu alguns bons guerreiros para o secundar na empreitada de penetrar dissimuladamente no castelo de Alboazar, enquanto estes o aguardavam nas vizinhanças. Desse modo, aguardou um momento em que Alboazar se ausentou à caça, logrando penetrar no castelo, onde encontrou Dona Urraca. Esta, ciente da traição do marido, não só se recusou a acompanhá-lo como, decidida a vingar-se do marido infiel, tendo Alboazar regressado da caça, denunciou-o ao seu raptor. Assim capturado, D. Ramiro foi sentenciado à morte. No dia e hora aprazados para a execução, o condenado pediu, como último desejo, para tocar a sua buzina. Era este o sinal combinado com os seus homens para atacarem o castelo. Ao completar o sexto toque, os homens de Viseu cercaram o castelo, incendiando-o e matando Alboazar.